# Messier 98
Messier 98(abreviat M98) sau NGC 4192 este o galaxie spirală.